# Gerd Zewe
Gerd Zewe (ur. 13 czerwca 1950 w Schiffweiler) – niemiecki piłkarz występujący na pozycji obrońcy lub pomocnika oraz trener.

## Kariera klubowa
Zewe jest wychowankiem klubu SV Stennweiler, gdzie grał jako junior. W 1969 roku trafił do Borussii Neunkirchen z Regionalligi Südwest. Spędził tam trzy lata. W 1972 roku odszedł do Fortuny Düsseldorf z Bundesligi. W tych rozgrywkach zadebiutował 16 września 1972 roku w wygranym 3:2 meczu z Herthą BSC, zaś 7 października 1972 roku w wygranym 6:1 pojedynku z VfB Stuttgart strzelił pierwszego gola w Bundeslidze. W 1973 roku oraz w 1974 roku Zewe zajął z zespołem 3. miejsce w Bundeslidze, które było jego najwyższym w karierze. W 1978 roku dotarł z klubem do finału Pucharu RFN, jednak Fortuna uległ tam 0:2 ekipie 1. FC Köln. W 1979 roku Zewe wystąpił z klubem w finale Pucharu Zdobywców Pucharów, ale Fortuna przegrała tam z Barceloną. W tym samym roku, a także rok później zdobył z zespołem Puchar RFN. Przez 15 lat w barwach Fortuny Zewe rozegrał 440 spotkań i zdobył 42 bramki. W 1987 roku, po spadku Fortuny do 2. Bundesligi, odszedł do Würzburger Kickers z Oberligi, gdzie w 1989 roku zakończył karierę.

## Kariera reprezentacyjna
W 1978 roku, przed debiutem w reprezentacji RFN, Zewe został do niej powołany na Mistrzostwa Świata. Nie zagrał na nich ani razu, a zespół RFN zakończył turniej na drugiej rundzie. W drużynie narodowej zadebiutował 10 października 1978 roku w wygranym 4:3 towarzyskim meczu z Czechosłowacją. W latach 1978–1979 w kadrze rozegrał w sumie 4 spotkania.